# Dennettia
Dennettia é um género botânico pertencente à família Annonaceae.